# 黃瑋儀
黃瑋儀（1985年9月11日—），台灣足球員，台灣原住民泰雅族人，曾效力於宜蘭高中足球隊、大同足球隊，司職前鋒。

## 球員生涯
黃瑋儀高中時代表宜蘭高中足球隊贏得全國城市盃足球錦標賽冠軍及全國中等學校運動會亞軍，也因此一度入選2004年雅典奧運足球代表隊，最後因年紀尚輕而被割愛。在全國男子甲組聯賽方面，起初代表宜蘭青年隊，且有亮眼的表現。爾後被選入中華台北足球代表隊，2006年國際足總世界盃外圍賽時被中華男足總教練李博洪選入，並在主客場對陣伊拉克時各攻入一球，於別場賽事中還攻入一球，而這三球也是中華臺北在該小組中所有的進球。2005年8月13日轉至大同足球隊，並在同年替大同贏得19年來的首座甲組聯賽冠軍。

## 生涯榮耀

### 大同
冠軍
全國男子甲組聯賽：2005年，2006年
足協盃：2005年

## 外部連結
- 中華民國足球協會 （页面存档备份，存于）
- 2006 FIFA World Cup （页面存档备份，存于）